# VIII. Armee-Korps (Deutsches Kaiserreich)
Das VIII. Armee-Korps war ein von 1820 bis zur Auflösung 1919 bestehender Großverband der Preußischen Armee, dessen Generalkommando sich in Koblenz, der Hauptstadt der Rheinprovinz befand.

## Geschichte

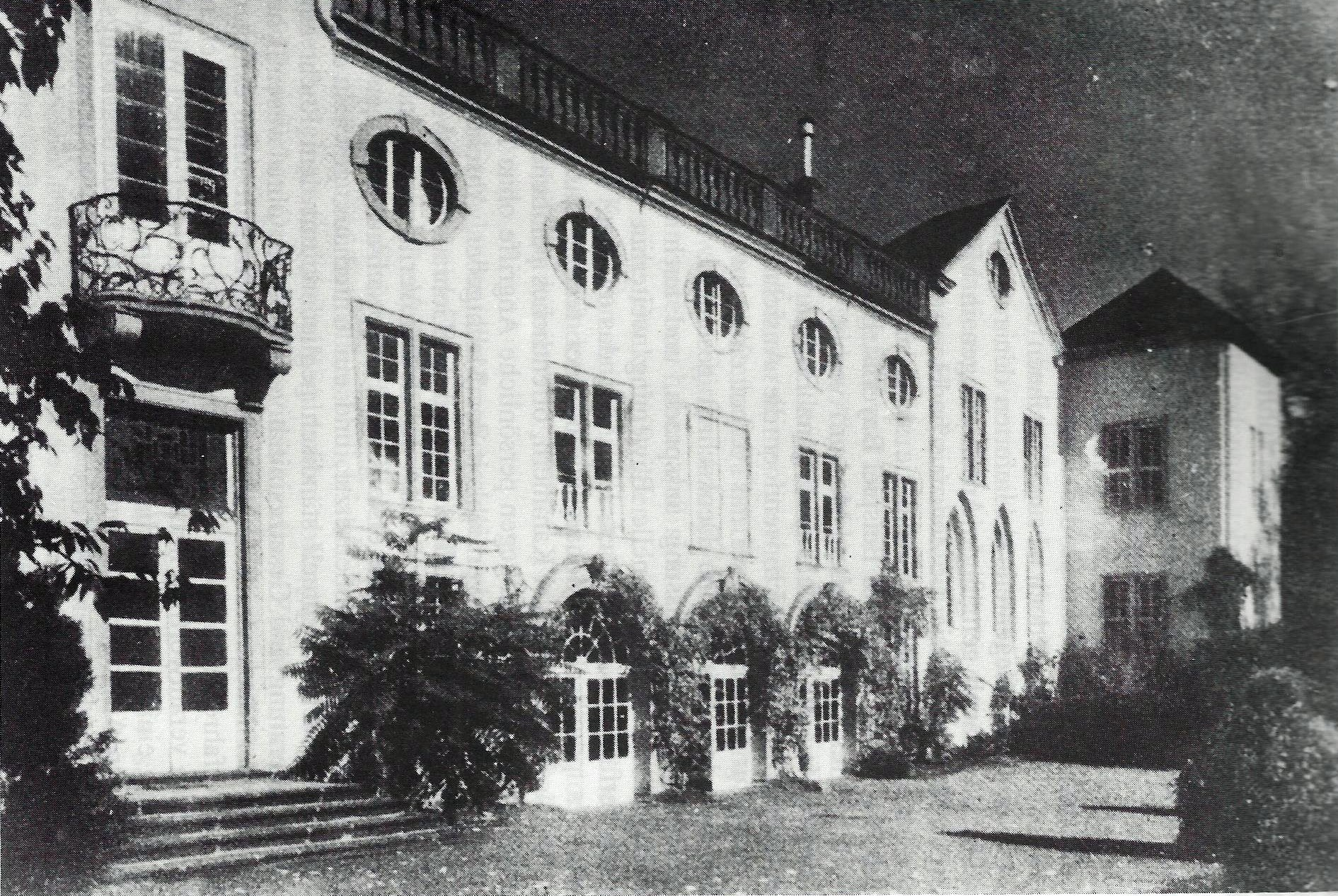
Generalkommando in Koblenz

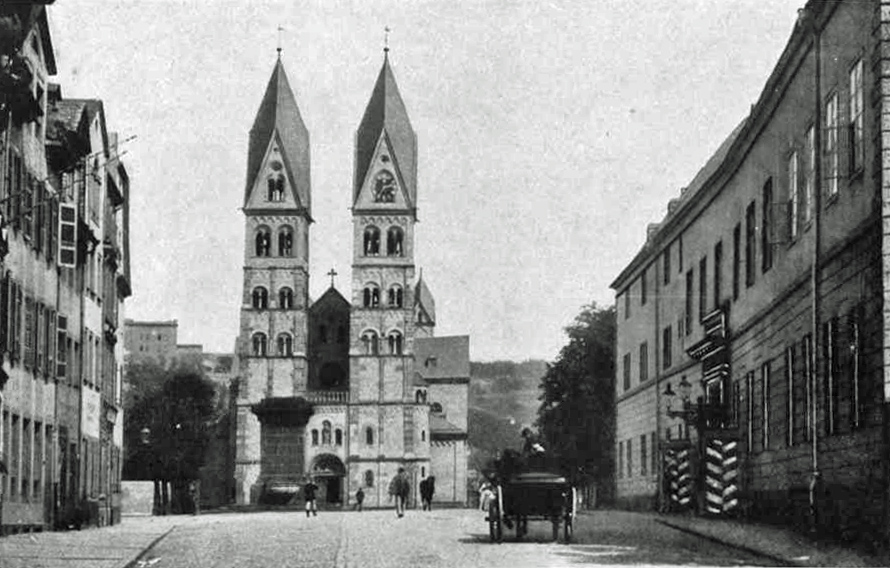
Blick aus der Kastorstraße auf die Kastorkirche 1900, rechts der Sitz des Generalkommandos des VIII. Armee-Korps

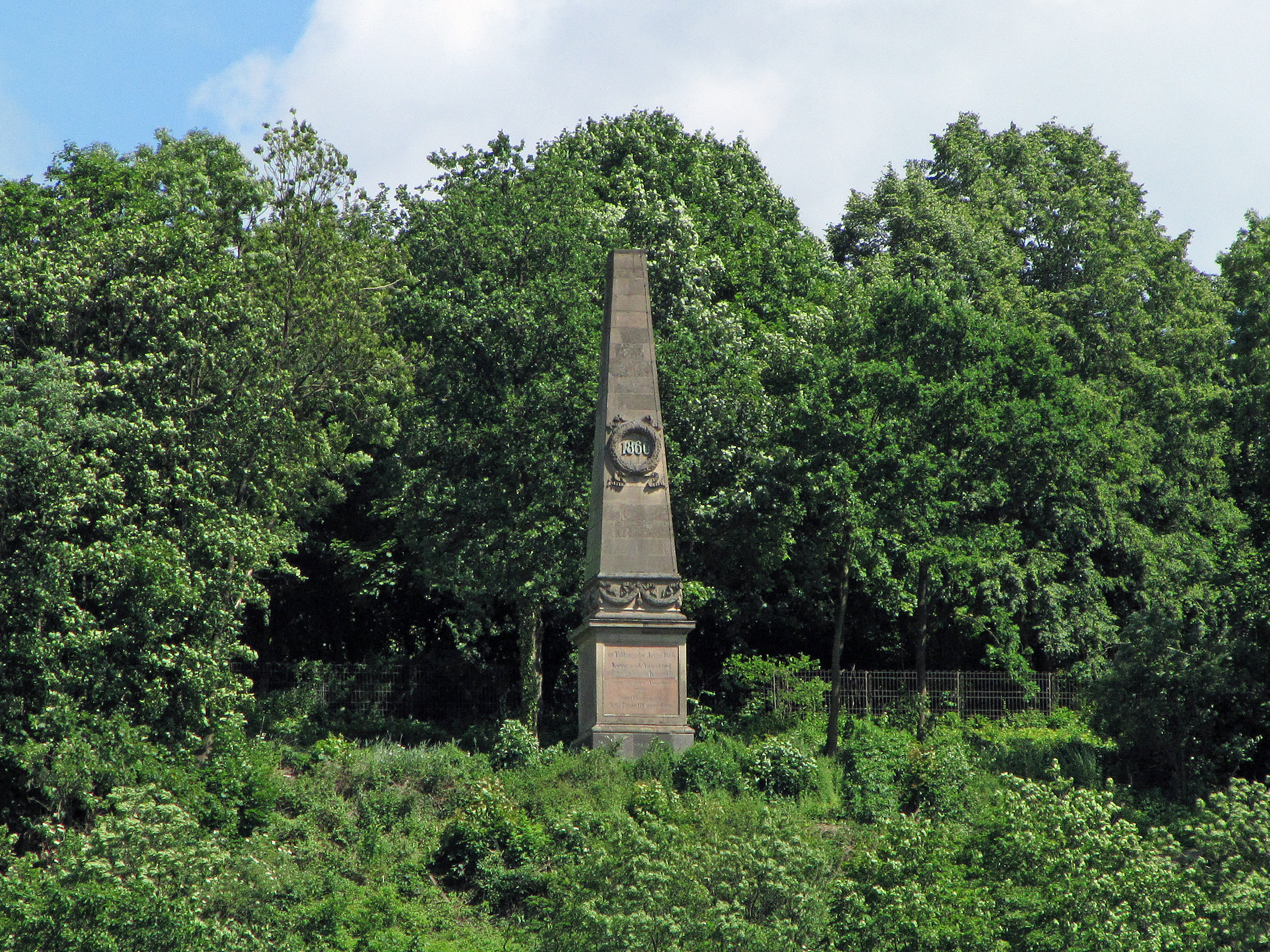
Das Denkmal für die Gefallenen des Feldzugs von 1866 in Koblenz, gestiftet von Offizieren des Korps

Das Korps wurde am 3. April 1820 aus dem bereits vorher bestehenden Generalkommando im Großherzogtum Niederrhein und dem nachfolgenden Generalkommando am Rhein errichtet. Das Generalkommando befand sich bis zur Auflösung 1919 in Koblenz und unterstand bis zum Ausbruch des Ersten Weltkrieges der V. Armee-Inspektion.

### Deutscher Krieg 1866
Am 29. Juni 1865 erhielt General der Infanterie Eberhard Herwarth von Bittenfeld das Generalkommando des VIII. (Rheinischen) Armee-Korps (15. und 16. Division), das zusammen mit der 14. Division im Deutschen Krieg von 1866 die Elbarmee bildete. Die unterstellten Truppen besetzte Dresden, warfen am 27. und 28. Juni 1866 den Gegner in den Gefechten bei Hühnerwasser und Münchengrätz auf die österreichische Hauptarmee zurück und schlugen am 3. Juli bei Königgrätz den linken Flügel der Österreicher und der Sachsen durch die Erstürmung der Dörfer Problus und Prim.

### Deutsch-Französischer Krieg

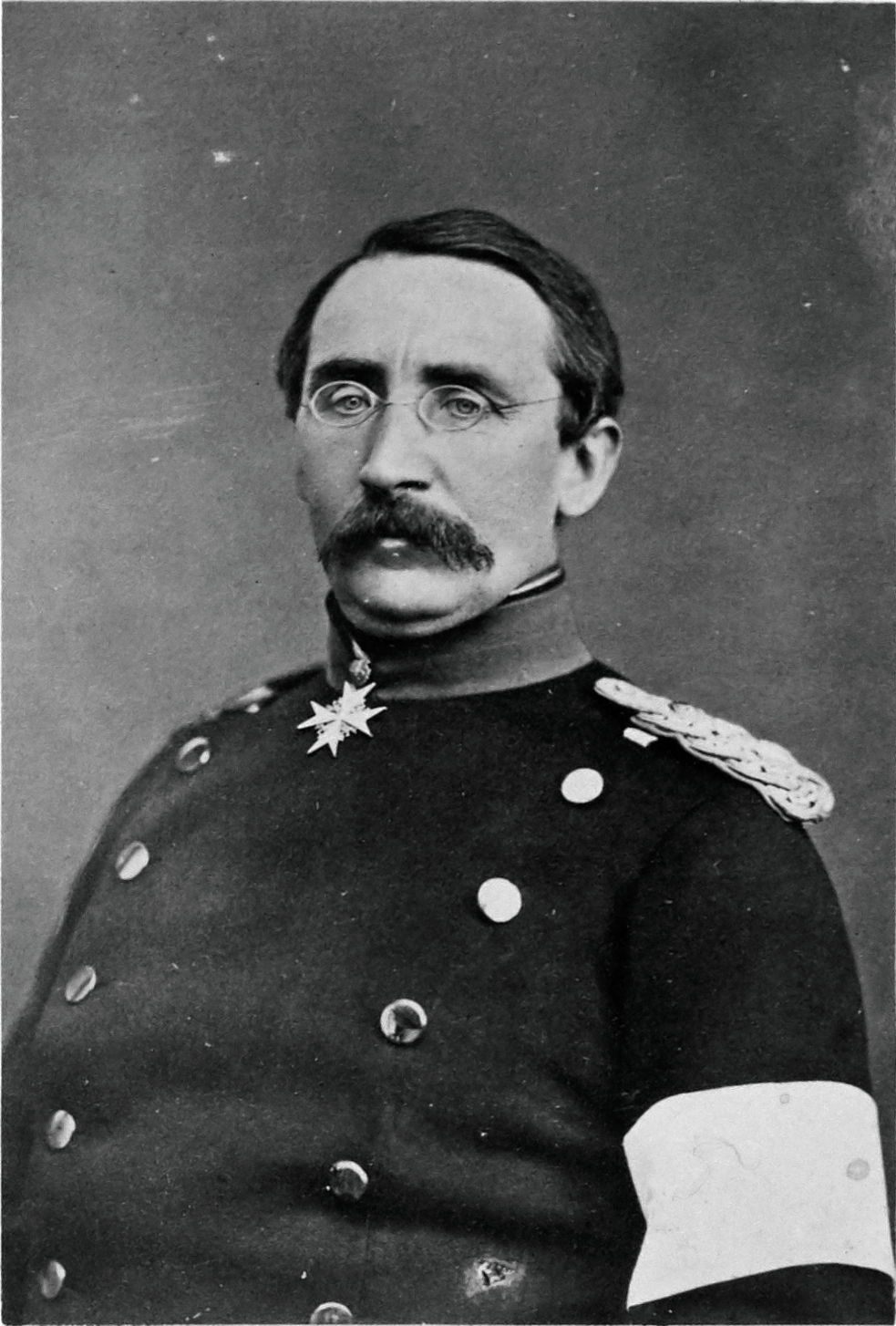
General August von Goeben

Im Deutsch-Französischen Krieg 1870/1871 unterstand das Korps dem Kommandierenden General von Goeben im Verband der 1. Armee unter General der Infanterie von Steinmetz. Unterstellt waren dem Großverband die 15. Division unter Generalleutnant von Weltzien und die 16. Division unter Generalleutnant von Barnekow. Der Aufmarsch an der Saar-Linie vollzog sich bis zum 2. August im Raum beiderseits von Saarlouis. Schon am 2. August kamen Teile der 16. Division im Treffen bei Saarbrücken mit Teilen des französischen 2. Korps (Frossard) ins Gefecht und mussten sich ein wenig zurückziehen. Nachdem Frossard am 5. August selbst auf Forbach zurückging folgte ihm das VII. Korps nach.
In der Schlacht bei Spichern am 6. August 1870 kam es zum ersten größeren Kampf, in dem auch die Division Barnekow des VIII. Korps hilfreich eingriff. Beim weiteren Vorgehen auf die Festung Metz hatte das Korps am 13. August Befehl erhalten, vorerst an der Nied stehen zu bleiben, um die Ankunft des rechten Flügels (IX. Armee-Korps) der südlicher vorgehenden 2. Armee abzuwarten. Während das VII. Korps am folgenden Tag zwischen Colombey-Nouilly in eine ernste Schlacht verwickelt wurde, versuchte das VIII. Korps derweil durch sein weiteres Vorrücken nach Westen, das von den Franzosen aufgegebene rechte Moselufer zu sichern. Am 16. August stand das VIII. im Raum Arry, das VII. erreichte die Seille etwa bei Sillegny, während links das preußische I. Armee-Korps noch an der Nied verblieb.
In der Schlacht von Mars-la-Tour erreichte die 16. Division das Schlachtfeld am späten Nachmittag und griff dann unverzüglich in die Kämpfe ein. Am 18. August gelang es der vereinten 1. und 2. Armee, die französische Rheinarmee unter Marschall Bazaine bei Gravelotte zu schlagen. Das VIII. Korps griff dabei über Rezonville gegen Gravelotte an, das VII. Korps sicherte im Bois de Vaux bis zur Mosel, während die Masse der deutschen 2. Armee nördlich von St. Privat zur Umfassung des nördlichen Flügels der Franzosen ansetzte. Die 15. Division kämpfte um den Besitz des östlichen Talrandes der Mance-Schlucht, dahinter stand die 16. Division anfangs in Reserve, musste aber der schwer ringenden Division Weltzien im Kampf um den Pachthof von St. Hubert zu Hilfe eilen. Am späten Nachmittag musste auch das bei Rezonville eintreffende II. Armee-Korps in die Schlacht eingreifen und versuchte noch am beginnenden Abend die Höhen von Point du Joux zu nehmen. Für das VIII. Korps zeichnete sich nach dem Abzug des französischen rechten Flügels vor St. Privat bereits die zukünftige Aufgabe ab, die Franzosen im Westen der Festung zwischen Chasel und St. Ruffine festzuhalten.
Nach der Kapitulation von Metz im Oktober 1870 wurde die frei gewordene 1. Armee (VIII. und Teile des I. Korps) unter General Edwin von Manteuffel zur Sicherung der Belagerung von Paris gegen die Französische Nordarmee an die Somme verlegt. Ab dem 24. November 1870 fanden an der Somme ernste Kämpfe zwischen deutschen und neu aufgestellten französischen Verbänden statt. Nach mehreren kleineren Treffen von Aufklärungseinheiten begann am 27. November in der Nähe der Ortschaft Villers-Bretonneux die eigentliche Schlacht bei Amiens (1870). Das VIII. Armee-Korps stand hier im Kampf mit der französischen Nordarmee unter Jean Joseph Farre. Insgesamt verfügten die Franzosen über 17.500 Mann reguläre Soldaten sowie etwa 8.000 Mann an Mobilgarden. Die Deutschen waren zahlenmäßig ein wenig überlegen, konnten die Franzosen aber zurückdrängen. Ein entscheidender Sieg gelang jedoch nicht, da sich die Franzosen mit Ausnahme der Festungsbesatzung von Amiens frühzeitig hinter den Schutz von Arras absetzen. Am 30. November besetzte das VIII. Korps erstmals die Stadt Amiens. Nachdem die 1. Armee die gesamte Normandie durchschritten hatte, kam es im Hinterland erneut zu stärkeren französischen Truppensammlungen. In Folge marschierte die 15. Division über Breteuil nach Montdidier heran und besetzte das verlorene Amiens abermals. Das Korps wurde im weiteren Verlauf der Kämpfe am 23. und 24. Dezember 1870 in der Schlacht an der Hallue eingesetzt, die 15. Division (jetzt unter General Ferdinand von Kummer) stieß dabei auf Allonville und die 16. Division griff über Villers-Bocage gegen Bethencourt an. Nachdem Faidherbe am 25. Dezember die Kämpfe abbrach und zurückwich, belagerte die Division Barnekow und die 3. Reserve-Division die Festung von Péronne.
Weitere Kämpfe mit dem französischen XXIII. Korps unter General Paulze d’Ivoy folgten für das Korps am 3. Januar 1871 in der Schlacht bei Bapaume. Am 19. Januar wurde die französische Nordarmee nochmals in der Schlacht bei Saint-Quentin (1871) zum Rückzug gezwungen. Am 28. Januar wurden die Feindseligkeiten durch den Waffenstillstand von Versailles beendet, bis zum 29. Januar wurde das VIII. Korps mit der 16. Division bis Bray-sur-Somme, dahinter die 3. Reserve-Division nach Chaulnes und die 15. Division bis Acheux–Villers-Bocage vorgeschoben.
1893 plante die preußische Militärverwaltung die Einrichtung des Truppenübungsplatzes Elsenborn im Heide- und Ödland nördlich des Ortes Elsenborn (Hohes Venn). Im Frühjahr 1895 begannen die Bauarbeiten für ein etwa 44 km² großes Militärlager für das rheinische VIII. Armee-Korps. Durch das Camp bekam der Bahnhof Sourbrodt an der Vennbahnstrecke besondere Bedeutung. Er wurde Verladebahnhof für die auf dem Platz übenden Einheiten.

### Erster Weltkrieg

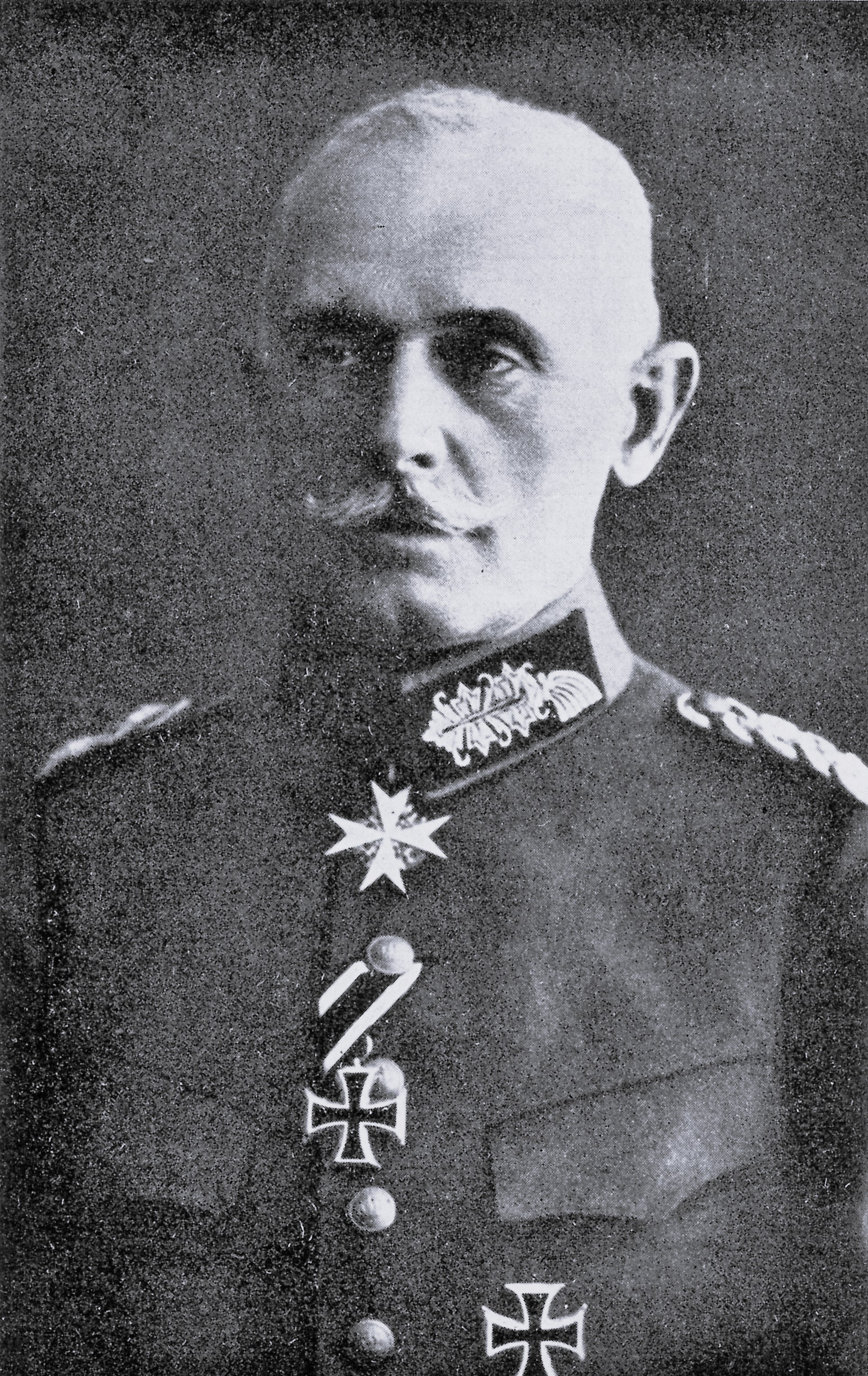
General der Infanterie Julius Riemann

Zu Beginn des Ersten Weltkriegs war das VIII. Korps unter General der Infanterie Tülff von Tschepe und Weidenbach an der Westfront im Rahmen der 4. Armee eingesetzt. Die Masse dieser Armee traf am 22. August 1914 zwischen Graide–Neufchâteau auf die Franzosen. Am 23. August holte das Korps über Gedinne zur Umfassung aus und gelangte bis Houdremont. Der weitere Vormarsch brachte die rechts eingesetzte 16. Division und die links westlich vorgehende 15. Division fast kampflos über St. Hubert weiter in Richtung auf Châlons-sur-Marne. Während der Schlacht an der Marne stand das Korps beiderseits von Vitry-le-François im Kampf mit dem französischen 12. Korps und musste am 9. und 10. September über Suippes auf die neue Frontlinie Souain–Perthes zurückgehen. Am 5. Oktober 1914 wurde General Julius Riemann zum Kommandierenden General ernannt, das Korps unterstand jetzt der 3. Armee in der Champagne. Im Dezember 1914 kämpfte das Korps bei Perthes und Massiges in den ersten Abwehrschlachten gegen die französische 4. Armee (Langle d’Cary) und von Februar bis März 1915 in der Winterschlacht in der Champagne. Das Korps lag dabei nördlich Souain bis Perthes im Hauptabschnitt des französischen Angriffes und deckte  die Straße von Souain nach Somme Py.
Ab 13. Mai 1915 löste das Korps während der Lorettoschlacht die bayerische 5. Reserve-Division ab und übernahm mit der zugeteilten 16., 58. und 15. Infanterie-Division die Verteidigung im Abschnitt Carency – Ecurie – Neuville. Nach der Ablöse durch das VI. Korps im Artois lag das VIII. Armeekorps ab Herbst 1915 am Aisne-Abschnitt im Raum Soissons.
Zwischen Dezember 1916 bis März 1917 stand das Korps unter dem neuen Kommandierenden General Karl Dieffenbach an der Ostfront und kämpfte bei der Heeresgruppe Linsingen am Stochod in Wolhynien. Am 11. Mai 1917 wurde General Roderich von Schoeler mit der Führung des VIII. Armee-Korps beauftragt. Im September 1917 kam das VIII. Korps zur Armeeabteilung B und erhielt dort einen Abschnitt an der Schweizer Grenze zugewiesen.
Im Frühjahr 1918 wurde die Gruppe Schoeler während der Frühjahrsoffensive am rechten Flügel der 7. Armee für den „Erzengel-Angriff“ eingesetzt. Es trat am 7. April bei Chauny an, eroberte die Stadt, erzwang den Übergang über die Oise und erstürmte die Höhen von Amigny. In den folgenden Tagen kämpfte das Korps zusammen mit dem über die Ailette nach Westen angreifenden VIII. Reserve-Korps (Gruppe Wichura) im Niederwald von Coucy. Nach der Eroberung von Coucy-le-Château folgte gemeinsam die Verfolgung des geschlagenen Gegners bis zum Oise-Aisne-Kanal, wo der Angriff aber eingestellt wurde.
Vom 9. bis 13. Juni 1918 kämpfte das Korps als linker Flügel der 18. Armee beim „Gneisenau-Angriff“ im Raum Noyon. Am ersten Kampftag konnte der Gegner 7 km nach Süden zurückgedrängt werden und am 10. Juni eroberten die Truppen Marquéglise. Im weiteren Verlauf der Kampfhandlungen drangen sie an die Matz nach Südosten vor und bedrohten dadurch die auf den Höhen von Lassigny stehenden französischen Truppen an der linken Flanke. Weiter als bis zur Aronde konnten Schoelers Truppen jedoch nicht vordringen, da bereits starke französische Gegenstöße einsetzten. Am 15. Juli deckten die dem Kommando der „Gruppe Schoeler“ zugewiesene 87. und 201. Infanterie-Division während der letzten deutschen Offensive („Marneschutz-Reims“) bei Étrépilly den rechten Flügel der über die Marne gegangenen „Gruppe Wichura“ (VIII. Reserve-Korps). Im September 1918 stand das Korps in der Abwehrschlacht zwischen Oise und Aisne an der Naht zwischen 7. und 1. Armee. Das Korps war während der Hunderttageoffensive an der Abwehrschlacht zwischen Cambrai und Saint-Quentin beteiligt. Ende Oktober 1918 waren dem Generalkommando die 24., 197., 201. und 223. Infanterie-Division unterstellt.

## Gliederung
Dem Korps unterstanden mit letztem Friedensstand 1914:
- 15. Division in Köln
- 16. Division in Trier
- Maschinengewehr-Abteilung Nr. 2 in Trier
- Festungs-Maschinengewehr-Abteilung Nr. 2 in Köln
- Schleswig-Holsteinisches Fußartillerie-Regiment Nr. 9 in Ehrenbreitstein und Köln
- Kommando der Pioniere des VIII. Armee-Korps
  - 1. Rheinisches Pionier-Bataillon Nr. 8 in Ehrenbreitstein
  - 3. Rheinisches Pionier-Bataillon Nr. 30 in Ehrenbreitstein
- Telegraphen-Bataillon Nr. 3 in Koblenz und Darmstadt
- Festungs-Fernsprech-Kompanie Nr. 6 in Köln
- Luftschiffer-Bataillon Nr. 3 in Köln, Düsseldorf und vorläufig in Metz
- Flieger-Bataillon Nr. 3 in Köln, Hannover und Darmstadt
- 1. Rheinische Train-Abteilung Nr. 8, vorläufig in Ehrenbreitstein

## Kommandierender General
Das Generalkommando als Kommandobehörde des Armee-Korps stand unter der Führung des Kommandierenden Generals.
| Dienstgrad                             | Name                                   | Datum                                                          |
| -------------------------------------- | -------------------------------------- | -------------------------------------------------------------- |
| General der Infanterie                 | August Neidhardt von Gneisenau         | 21. Juni 1815 bis 19. Mai 1816                                 |
| Generalleutnant                        | Karl Georg Albrecht Ernst von Hake     | 20. Mai 1816 bis 2. April 1820                                 |
| General der Kavallerie                 | Johann Adolf von Thielmann             | 03. April 1820 bis 17. Juni 1825                               |
| General der Kavallerie                 | Ludwig von Borstell                    | 18. Juni 1825 bis 8. Mai 1840                                  |
| Generalleutnant/General der Infanterie | Adolf Eduard von Thile                 | 09. Mai 1840 bis 4. Mai 1848                                   |
| General der Kavallerie                 | Friedrich Wilhelm von Brandenburg      | 05. Mai 1848 bis 14. Mai 1849                                  |
| General der Infanterie                 | Moritz von Hirschfeld                  | 15. Mai 1849 bis 13. Oktober 1859                              |
| Generalleutnant                        | Gustav von Arnim                       | 19. Oktober bis 27. November 1859 (mit der Führung beauftragt) |
| General der Infanterie                 | Eduard von Bonin                       | 27. November 1859 bis 13. März 1865                            |
| General der Infanterie                 | Eberhard Herwarth von Bittenfeld       | 29. Juni 1865 bis 17. Juli 1870                                |
| General der Infanterie                 | August Karl von Goeben                 | 18. Juli 1870 bis 10. Dezember 1880                            |
| Generalleutnant/General der Infanterie | Hugo von Thile                         | 11. Dezember 1880 bis 11. Januar 1884                          |
| Generalleutnant                        | Walter von Loë                         | 12. Januar bis 21. April 1884 (mit der Führung beauftragt)     |
| Generalleutnant/General der Kavallerie | Walter von Loë                         | 22. April 1884 bis 26. Januar 1895                             |
| General der Kavallerie                 | Adolf von Bülow                        | 27. Januar 1895 bis 1. Januar 1896                             |
| General der Infanterie                 | Maximilian Vogel von Falckenstein      | 02. Januar 1896 bis 26. Januar 1897                            |
| General der Infanterie                 | Friedrich II. Erbgroßherzog von Baden  | 27. Januar 1897 bis 17. Oktober 1902                           |
| General der Kavallerie                 | Adolf von Deines                       | 18. Oktober 1902 bis 1. Oktober 1906                           |
| General der Infanterie                 | Paul von Ploetz                        | 02. Oktober 1906 bis 24. Juni 1913                             |
| Generalleutnant/General der Infanterie | Erich Tülff von Tschepe und Weidenbach | 25. Juni 1913 bis 4. Oktober 1914                              |
| General der Infanterie                 | Julius Riemann                         | 05. Oktober 1914 bis 17. Dezember 1916                         |
| Generalleutnant                        | Karl Dieffenbach                       | 18. Dezember 1916 bis 11. März 1917                            |
| General der Infanterie                 | Otto von Plüskow                       | 12. März bis 10. Mai 1917                                      |
| Generalleutnant                        | Roderich von Schoeler                  | 11. Mai 1917 bis 6. August 1919                                |